# Code du drapeau de l'Inde
Le code du drapeau indien est un ensemble de lois régissant l'utilisation du drapeau de l'Inde. Le bureau des normes indiennes est l'autorité qui régit et applique la fabrication et l'utilisation correcte du drapeau en fonction de certaines normes émises dans trois ensembles de documents. Les normes ont été créées en 1968 et par la suite mises à jour en 2008.

## L'histoire
Le code, écrit en 2002, a été fusionné avec les actes suivants: la loi de 1950 Emblèmes et Noms (Prévention des utilisations impropres) (Provisions of the Emblems and Names (Prevention of Improper Use) Act) (n° 12 de 1950) et la loi de 1971 sur la Prévention des insultes à l'honneur national (n° 69 de 1971) et est entré en vigueur à partir du 26 janvier 2002 comme le Code du drapeau de l'Inde, 2002 (successeur du Code du Drapeau - Inde, le code original du drapeau). L'avocat B. M. Birajdar affirme : "Le code du drapeau de l'Inde 2002 permet un affichage sans restriction du drapeau tricolore, conforme à l'honneur et à la dignité du drapeau".
Le code du drapeau de l'Inde a été divisé en trois parties :
- description générale du drapeau ;
- présentation du drapeau par les membres d'associations publiques et privées, les institutions pédagogiques, etc. ;
- présentation du drapeau national par des gouvernements centraux ou d'États, leurs organismes et agences.

## Description générale
| Taille du drapeau | Longueur et largeur en millimètres |
| ----------------- | ---------------------------------- |
| 1                 | 6300 × 4200                        |
| 2                 | 3600 × 2400                        |
| 3                 | 2700 × 1800                        |
| 4                 | 1800 × 1200                        |
| 5                 | 1350 × 900                         |
| 6                 | 900 × 600                          |
| 7                 | 450 × 300                          |
| 8                 | 225 × 150                          |
| 9                 | 150 × 100                          |

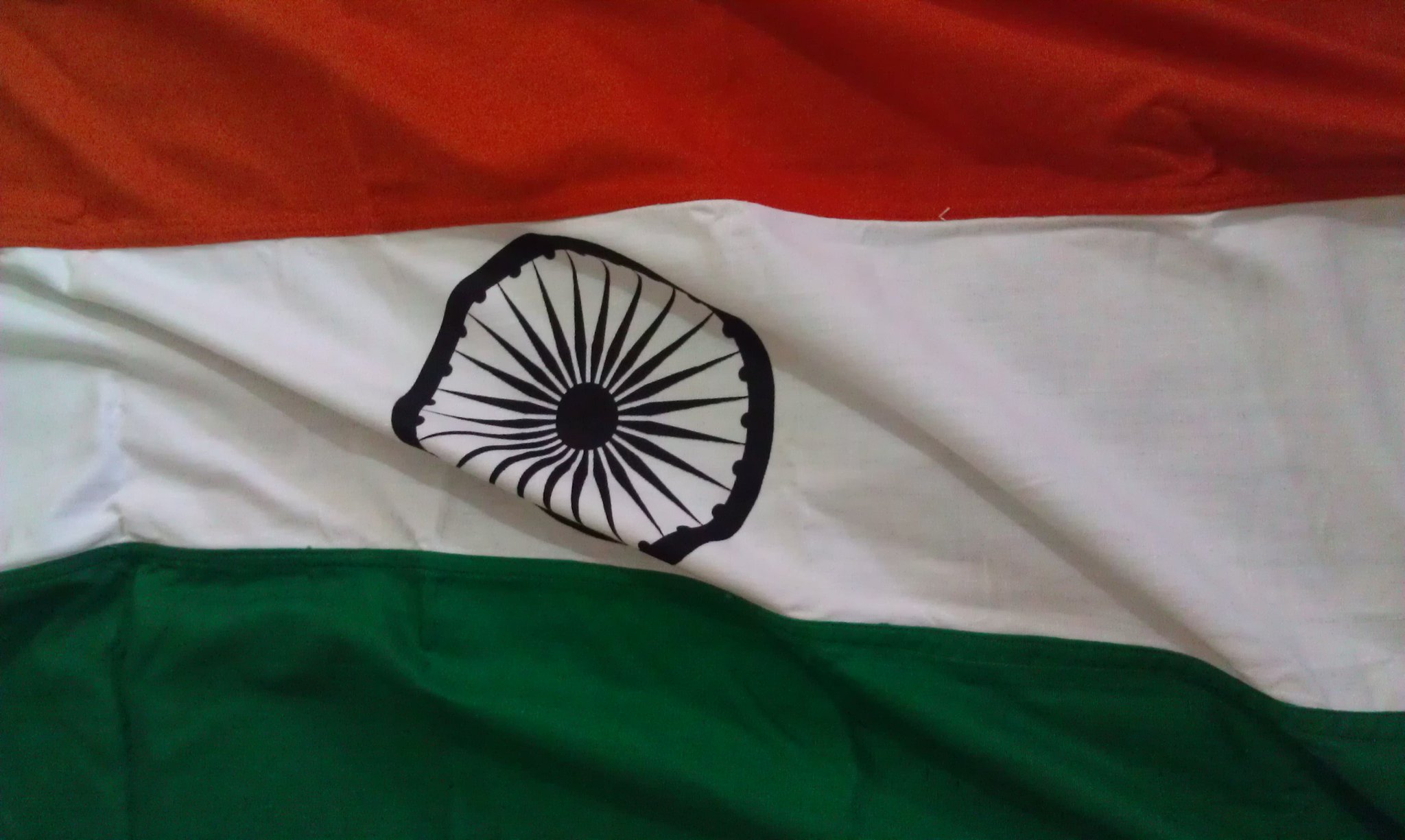
Le Tiranga est composé de quatre couleurs : safran sur la bande supérieure, blanc sur la bande centrale, vert foncé sur la bande du bas et un bleu marine pour représenter le Chakra Asokra placé au centre de la bande blanche.

Le drapeau national d'Inde est officiellement décrit par le Code du drapeau d'Inde comme suit : "La couleur du bandeau supérieur doit être le safran indien et celle du bandeau inférieur en vert indien. Le bandeau central doit être blanc, portant en son centre le dessin du Chakra Ashoka en bleu marine avec 24 rayons également séparés. Il a été adopté dans sa forme actuelle au cours d'une réunion de l'Assemblée constituante tenue le 22 juillet 1947, quand il est devenu le drapeau officiel de l'Union Indienne. Le drapeau a été retenu comme celui de la République de l'Inde. En Inde, le terme “tricolore" (en Hindi: तिरंगा, Tirangā) réfère presque toujours au drapeau national d'Inde.

Le drapeau est basé sur le drapeau Swaraj, un drapeau du Congrès national indien conçu par Pingali Venkayya. Le khadi, un tissu filé à la main est le seul matériau autorisé à être utilisé pour le drapeau, et étendre un drapeau en tout autre matériau est punissable par la loi d'un emprisonnement pouvant aller jusqu'à trois ans, en plus d'une amende. Les matières premières pour le khadi sont limitées au coton, à la soie et à la laine. Il existe deux types de khadi utilisés : le premier est le khadi-bruant qui constitue le corps du drapeau, et le second est le khadi-canard, qui est un tissu qui tient le drapeau au pôle de couleur beige. Le khadi-canard est un type non conventionnel de tissu qui engrène trois fils dans une armure par rapport à deux tissus utilisés dans le tissage traditionnel. Ce type de tissage est extrêmement rare, et il y a moins d'une douzaine de tisserands en Inde professant cette compétence. Les lignes directrices précisent également qu'il devrait y avoir exactement 150 fils par centimètre carré, quatre threads par point, et un pied carré devrait peser exactement 205 g.

## Affichage

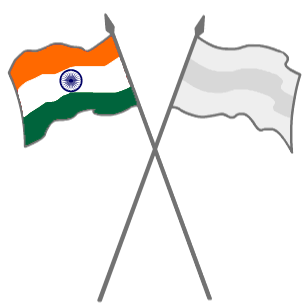
Protocole de placement pour le drapeau indien avec le drapeau d'un autre pays

Affichage correct du drapeau à l'horizontale et à la verticale